# Creepie
Creepie foi um desenho-animado estadunidense-canadense-irlandesa produzido pela Mike Young Productions, Taffy Entertainment, Telegael Teoranta, Cookie Jar Entertainment y Discovery Kids Originals. A série se estreou de aires a as 12:00 p.m. ET/PT tempo em 9 de setembro de 2006 em Discovery Channel's Discovery Kids quadra nos Estados Unidos.
Creepie Creecher é esperta, aventureira, atrevida e bem-comportada, com uma característica singular: ter sido criada por uma família de insetos. A parte mais assustadora dessa história é que a vida dela está apenas começando. Agora, quando atinge a adolescência, seus pais resolvem enviá-la para a escola, um lugar infestado de humanos. Ninguém mais do que a própria Creepie está surpresa por descobrir que ela é um deles.

## Personagens
Creepie:
Ao ser abandonada na mansão, Creepie foi recebida “de asas abertas” pelos pais adotivos, a louva-a-deus Caroleena e o pernilongo Vinnie. Além de Creepie, eles adotaram centenas de outros insetos de todas as espécies.
Seus pais educaram-na bem: a mãe voraz ensinou a filha a não ter medo do mundo e o pai “cuca fresca”, a aceitar as diferenças de todos os habitantes do planeta. A menina ama sua família e está confusa sobre os humanos. Ainda não se sente como um deles e compartilha da visão dos insetos sobre os homens: são gigantes de duas pernas que se julgam donos do planeta e ignoram que os insetos vivam muito mais tempo.  Creepie quer descobrir o melhor modo de lidar com seus semelhantes, mas não faz ideia do que seja um comportamento humano apropriado. Então comete as maiores gafes. Sabe que é diferente e também não está preocupada com o que acham dela. Afinal de contas, isso é problema dos humanos!
Caroleena:
A mãe de Creepie é uma Angelina Jolie na forma de um louva-a-deus. Esbelta, forte e sofisticada, domina todos os insetos da casa, incluindo o marido, Vinnie. Ela é um amor de mãe, mas na verdade também é literalmente uma devoradora. Há anos adotou uma séria política: deixou de comer membros da família e raramente devora os amigos. Com um ouvido bastante sensível, consegue descobrir quase tudo. Apesar de ser “mãezona”, dirige a casa de uma forma bem rígida. Quase não tem problemas com relação à desordem, pois tem uma poderosa frase que a tudo soluciona: “Não me faça comê-lo!”. Os membros da  família sabem que Caroleena não está falando para valer, mas não querem arriscar!
Vinnie:
O pai adotivo de Creepie é um pernilongo de aparência sinistra, vampiresca, mas na verdade é inofensivo – pernilongos machos não se alimentam de sangue! Vegetariano e seguidor da Nova Era, medita, tenta viver em paz com todas as criaturas e está sempre aconselhando Creepie a fazer o mesmo.
Gnat:
O irmão mais novo de Creepie adora incomodar os humanos. Sua grande alegria é uma bomba para olhos humanos inventada por ele. Gnat adora adrenalina e gosta de escapar de tapas, pés gigantes e de mata-moscas dos humanos. Ele vai à escola pegando carona nas costas de Creepie. Quando está fora da mansão, sempre coloca a irmã em apuros.
Pauly:
Outro irmão adotivo de Creepie, Pauly é um tatu-bola. Malcheiroso poderia ser seu nome, já que come qualquer coisa, especialmente as que estão no lixo, lugar onde sempre pode ser encontrado. É um eterno otimista e tem o talento de dizer a coisa errada no pior momento e sempre acaba pondo os seis pés na boca.
Beauregard Butterworth II (Budge):
Budge é o melhor amigo de Creepie na escola. Imenso e desajeitado, tem uma voz profunda e quieta. O pai dele jogava futebol no colégio e deseja que o filho siga seus passos, mas o garoto não demonstra interesse pelo esporte. Ele é muito mais ligado em ciência, especialmente insectologia. Creepie nunca viu uma criatura tão grande e assustadora como o amigo, mas adora a inteligência dele e o fato de aceitá-la. Budge descobriu a verdade sobre ela e sua família, mas guardou o segredo e conquistou a confiança de Creepie.
Budge trabalha no centro da cidade, no restaurante Tiki Chalet. Creepie sente-se atraída por Budge por muitos motivos: o interesse comum por insetos, o fato de ambos serem solitários e não julgarem ninguém. Ele também acha a amiga adorável, mesmo que nunca admita isso para ela. Creepie também tem uma queda por ele, mas ainda não está pronta para um relacionamento amoroso.
Chris-Alice Hollyruller:
Chris-Alice é representante de sala, editora do anuário da escola, capitã do time das meninas, etc. Seus pais gostariam que fizesse ainda mais coisas, mas, depois de um colapso no ano passado, decidiram cortar algumas atividades. A garota é uma líder por natureza e está sempre em campanha, mesmo quando não está em eleição. Quando Creepie apareceu na escola, Chris-Alice logo fez amizade com ela. Creepie aprecia o fato de que a amiga tenha interesse nela, ao contrário dos demais estudantes. Por outro lado, acha chato que seja sempre escalada para atividades extra-escolares sem ser consultada.
O pai de Chris-Alice é o exterminador local de insetos. Por esse motivo, Creepie não pode se aproximar muito da colega. Se ela descobrisse a situação em que vive, toda a sua família seria dizimada. Como as famílias são vizinhas, Creppie e os moradores da mansão Dweezwold devem ter o máximo de cuidado para não despertar a atenção dos vizinhos.
Carla & Melanie:
Essas são as garotas mais metidas da escola – tratam bem os ricos, os de boa aparência ou os produtores de cinema. Ambas querem ser iguais a Paris Hilton e Nicole Ritchie, e vivem acompanhadas por uma câmera, para estrelar um reality show que existe apenas em sua imaginação. Logo no início da manhã, uma liga para a outra, a fim de definir as atividades do dia. De fato, elas se telefonam várias vezes ao dia, mesmo quando estão na mesma sala. As duas pretendem ser estilistas de grandes artistas e cantoras de sucesso. Por conta disso, estão sempre ensaiando suas canções. Sempre riem de suas piadas, as quais ninguém entende. Quando não estão na frente das câmeras ou fazendo chacota do visual e do jeito estranho de Creepie, ficam no restaurante Taco Pirate. Para Creepie, Carla e Melanie são duas parasitas estúpidas, a encarnação de tudo o que não entende dos seres humanos. Às vezes, a câmera das meninas consegue captar alguns dos movimentos de inseto de Creepie. Mas, por uma ironia do destino, na hora de apresentar a “descoberta”, a fita sempre está danificada.
Harry Helby:
Harry Helby é um metrossexual de 13 anos, mais vaidoso que Carla e Melanie. Ele é tão popular com as garotas que chega a agendar encontros com elas, mesmo para bate-papos no corredor. As conversas são cronometradas e, quando chegam ao fim, o alarme do palm dele toca e chama a próxima. Carla e Melanie estão sempre brigando por Harry. Mal sabem elas que passam longe do detector do radar dele. Esse radar está programado para detectar apenas garotas bonitas. Quando Creepie passa perto de Harry, o aparelho exibe uma aranha na tela e o garoto pensa que é um problema no sistema. Assim como Creepie, Harry também tem um segredo guardado a sete chaves: ele cheira o cabelo das pessoas, quando elas não estão vendo.
Sra. Monserratta:
A diretora da Middleborough Upper School, Sra. Monserrata, é uma latino-americana autoritária, de uma disciplina bastante rígida. Apesar de ser mais baixa que Creepie, comanda a escola com punhos de aço. Obedecer às regras de comportamento de Monserrata é um desafio e tanto para Creepie, que sempre acaba levando broncas. Cada vez que isso acontece, Monserrata tenta marcar uma reunião com os pais da garota, o que nunca vai ocorrer.
Dr. Pappas:
Professor das salas de adaptação e de Ciências de Creepie, Dr. Pappas é metódico e meticuloso, especialmente quando está dissecando sapos ou grande insetos. Um pouco pretensioso e bastante entediante, geralmente os alunos dormem em sua aula, coisa que nem percebe.  Sua sala está repleta de insetos e animais, a maioria deles viva e esperando a dissecação. Com freqüência, Creepie envolve-se em confusões, ao tentar libertá-los antes de serem vítimas das ferramentas cruéis de Pappas. Alguns causam problemas para sua família, como o sapo com uma língua enorme.